# Kurt Sitte

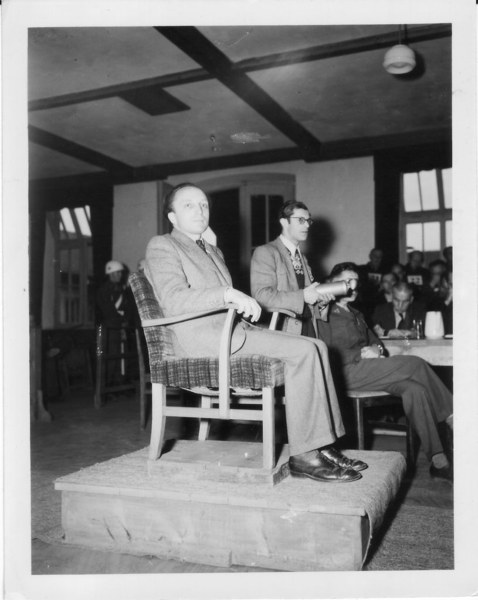
Kurt Sitte am 16. April 1947 im Zeugenstand des Dachauer Buchenwald-Hauptprozesses

Kurt Sitte (* 1. Dezember 1910 in Reichenberg, Böhmen, Österreich-Ungarn; † 20. Juni 1993 in Freiburg im Breisgau) war ein tschechisch-deutscher Kernphysiker sudetendeutscher Herkunft, ehemaliger politischer Häftling im KZ Buchenwald und nach der Befreiung vom Nationalsozialismus als Hochschullehrer tätig. Er war „erster Weltraum-Spion der Weltgeschichte und Angeklagter des ersten Spionageprozesses in der Geschichte Israels“.

## Herkunft, Studium und antifaschistischer Widerstand
Kurt Sitte war der Sohn des gleichnamigen Oberlehrers und Malers Kurt Sitte und dessen Ehefrau Gisela, geborene Schicht. Nach dem Abitur absolvierte er an der Deutschen Universität in Prag ein Studium der Mathematik und Physik, wo er 1932 zum Dr. rer. nat. promoviert wurde. Er habilitierte sich 1935 in Prag für Physik und wirkte dort anschließend als Privatdozent. Sitte saß dem demokratischen Diskussionskreis Die Tat in Reichenberg vor und betätigte sich im antifaschistischen sudetendeutschen Widerstand. Während der Sudetenkrise im Vorfeld des Münchener Abkommens gehörte er am 18. September 1938 zu den Mitbegründern des „Nationalrats aller friedenswilligen Sudetendeutschen“.

## Häftling im KZ Buchenwald
Nach der Annexion des tschechischen Reststaates durch das nationalsozialistische Deutsche Reich im März 1939 wurde Sitte zunächst in Prag inhaftiert und später als politischer Häftling kurzzeitig ins KZ Dachau eingewiesen. Ende September 1939 wurde er in das KZ Buchenwald überstellt. Sitte war ab Frühjahr 1942 in der SS-Pathologie des Lagers tätig und wurde Stellvertreter des dortigen Kapos Gustav Wegerer. Beide gaben interessierten Mithäftlingen Kurse zu medizinischen und biologischen Themen, wie deren Mithäftling Eugen Kogon berichtete. Der KZ-Arzt Waldemar Hoven ließ in Buchenwald seine Dissertation mit dem Titel „Versuche zur Behandlung der Lungentuberkulose durch Inhalation von Kohlekolloid“ von Wegerer und Sitte verfassen. Sittes Name befand sich auf einer Liste mit 46 namentlich genannten politischen Häftlingen, welche die SS kurz vor der Befreiung des Lagers noch exekutieren wollte. Er tauchte jedoch, wie fast alle auf der Liste Genannten, im Lager unter. Am 11. April 1945 erlebte Sitte die Befreiung des KZ Buchenwald durch Angehörige der US-Armee. Seine Freundin, eine Jüdin aus Prag und seine spätere Ehefrau, überlebte ebenfalls die KZ-Haft.

## Nachkriegszeit – Zeuge im Buchenwald-Hauptprozess und Hochschullehrer
Nach der Befreiung vom Nationalsozialismus war er ab 1946 Forschungsstipendiat an den Universitäten Edinburgh und Manchester.

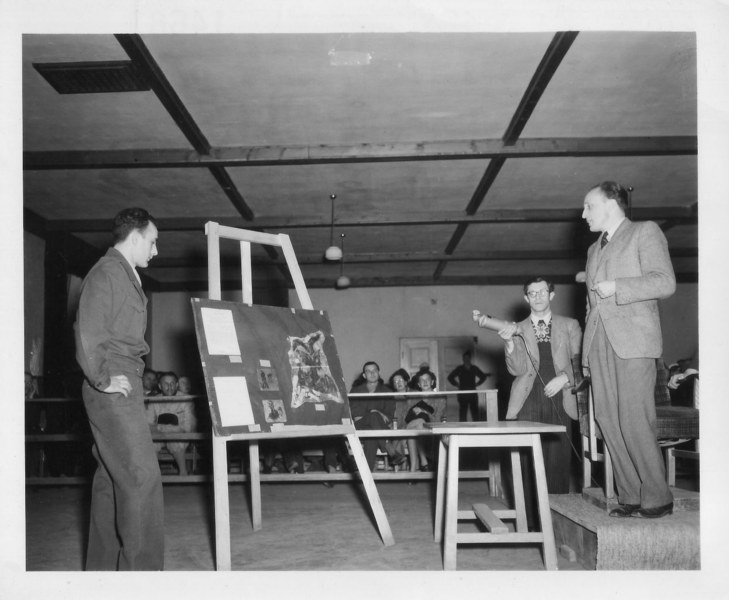
Kurt Sitte identifiziert tätowierte Menschenhaut während des Dachauer Buchenwald-Hauptprozesses am 16. April 1947.

Im April 1947 sagte Sitte als Zeuge der Anklage im Buchenwald-Hauptprozess aus. In diesem Zusammenhang identifizierte er präparierte Menschenhaut aus dem Lager. Die Hautpräparationen wurden nach seiner Aussage in Buchenwald vorgenommen und über deren Verwendung sei andernorts entschieden worden. Seine Aussagen belasteten die so genannte „Kommandeuse von Buchenwald“ Ilse Koch, wobei ihr keine konkrete Schuld nachgewiesen wurde – weder aufgrund etwaigen Besitzes entsprechender Objekte noch bezüglich einer Befehlsgebung tätowierte Häftlinge wegen ihrer Haut töten zu lassen. Kochs lebenslange Haftstrafe wurde 1948 durch ein Militärgericht in einem Revisionsverfahren auf eine vierjährige Haftstrafe reduziert, u. a. da das Urteil zu sehr auf Hörensagen basierte. In diesem Zusammenhang wurde Sitte von Mitgliedern einer aus amerikanischen Senatoren bestehenden Untersuchungskommission zu einem Schrumpfkopf aus Buchenwald befragt. Sitte bestätigte, dass es sich um einen menschlichen Kopf handele. Er gab an, dass dies einer von zweien aus der Sammlung der SS-Pathologie sei und er die Opfer lebend gesehen habe. Diese zwei Schrumpfköpfe stammten seinen Angaben zufolge von zwei polnischen KZ-Häftlingen, die Ende 1939 oder 1940 erfolglos versucht hätten, aus Buchenwald zu fliehen. Beide seien wiederergriffen worden, hätten im Lager vor den versammelten Häftlingen die Prügelstrafe erhalten und seien später unter Ausschluss der Häftlinge im Krematorium des Lagers erhängt worden.
Sitte zog 1948 in die USA, wo er als Hochschullehrer für Physik an der Syracuse University tätig wurde. Dort begann er zur Kernphysik und zur kosmischen Strahlung zu forschen. Er wurde 1953 Mitglied der New York Academy of Sciences. Aufgrund seiner Freundschaft zu tschechoslowakischen Kommunisten, die er aus Buchenwald kannte und während seiner Reisen in den Ostblock besuchte, stand er unter Beobachtung des FBI. Da das FBI 1953 die Empfehlung aussprach, Sittes Aufenthaltsgenehmigung nicht zu verlängern, verließ er die USA. Er übernahm 1953/54 eine Gastprofessur an der Universität von São Paulo. In den USA wurde Sitte schließlich als Sicherheitsrisiko eingestuft. So wurde ihm während einer Dienstreise nach Rom bei einem Zwischenstopp in New York die Übernachtung in einem Hotel verwehrt und er musste umgehend – überwacht vom FBI – nach Brasilien zurückfliegen.

## Verurteilung als Weltraumspion in Israel
Im Oktober 1954 fand Sitte als gesuchter Experte für Kernphysik in Haifa am Technikum eine Anstellung und begründete dort die Kernphysik-Abteilung, deren Leitung er übernahm. Bereits 1955 wurde er Präsident der Israelischen Physikalischen Gesellschaft. Durch seine Ämter und Funktionen waren ihm auch Forschungsvorhaben zur Kernphysik am Weizmann-Institut für Wissenschaften und der Hebräischen Universität Jerusalem bekannt. Sitte wurde mit der Bearbeitung von Auslandsaufträgen betraut, so auch mit Weltraumprojekten der United States Air Force (USAF). In dem von amerikanischen, britischen und kanadischen Aufsichtsräten dominierten Forschungsinstitut des Technikums wurde er 1959 stellvertretender Leiter und war somit Kenner der dort betriebenen praktischen Auswertung der Weltraumforschung. Aufgrund seiner exponierten Stellung stand Sitte unter Beobachtung des israelischen Geheimdienstes. Er machte sich nicht nur aufgrund seiner Reisen in die kommunistische Tschechoslowakei und zweier Aufenthalte in der Sowjetunion verdächtig, sondern ab Anfang 1960 auch wegen mehrfacher konspirativer Treffen mit einem tschechischen Diplomaten in wechselnden Cafés. Im Juni 1960 forderte Sitte seine Mitarbeiter auf, Berichte über ihre Forschungsarbeit zu verfassen. Am 15. Juni 1960 wurde Sitte schließlich in seiner Villa in Haifa festgenommen und danach sein Anwesen durchsucht. Seine Festnahme basierte auf der Beschuldigung, Staatsgeheimnisse an fremde Mächte verraten zu haben. In Vernehmungen gab Sitte seine Kontakte zum tschechischen Diplomaten zu. Er gab an, dadurch seine dort lebenden Familienangehörigen geschützt zu haben und dass diese Gespräche nur zum Informationsaustausch unter Wissenschaftlern gedient hätten. Laut israelischem Geheimdienst befürchtete Sitte, dass seine Forschung zu kosmischen Strahlen als potentielle Energiequelle zu einer Auseinandersetzung zwischen den beiden Weltmächten USA und Sowjetunion führen könnte. Um dies zu verhindern, habe er Informationen darüber der Sowjetunion preisgegeben. Vor dem Bezirksgericht in Haifa begann am 5. November 1960 unter Ausschluss der Öffentlichkeit der Geheimprozess gegen Sitte wegen Vergehen gegen das israelische Staatssicherheits-Gesetz von 1957. Am 7. Februar 1961 wurde Sitte wegen Weitergabe von Geheiminformationen an eine fremde Macht zu fünf Jahren Haft verurteilt, das Urteil wurde in einer Berufungsverhandlung bestätigt. Wegen guter Führung wurde er am 26. März 1963 vorzeitig aus dem Gefängnis entlassen.

## Professor in Freiburg
Mit seiner zweiten Ehefrau zog Sitte, der die deutsche Staatsbürgerschaft hatte, in die Bundesrepublik Deutschland. Seit 1963 war er in zweiter Ehe mit Judith Sitte-Amon, geborene Krymokowski, verheiratet. Das Paar bekam einen Sohn. Von 1963 bis 1971 war er Gastprofessor und anschließend Honorarprofessor an der Universität Freiburg im Breisgau. Zudem war er von 1964 bis 1967 Mitarbeiter am Max-Planck-Institut für Kernphysik in Heidelberg. Von 1970 bis 1983 gehörte er dem wissenschaftlichen Rat des Laboratorio di Cosmo-Geofisica del CNR in Turin an, wo er von 1966 bis 1970 als Ordinarius für Physik gewirkt hatte. Er war Autor zahlreicher Fachveröffentlichungen.